# Neuwirtshauser Forst
Neuwirtshauser Forst är ett kommunfritt område i Landkreis Bad Kissingen i Regierungsbezirk Unterfranken i förbundslandet Bayern i Tyskland.